# Natingväxter
Natingväxter (Ruppiaceae) är en växtfamilj bland de enhjärtbladiga växterna. Familjen består endast av släktet natingar (Ruppia), som innefattar cirka tio arter, varav två i Sverige. Ibland förs familjen in som en underfamilj till nateväxter (Potamogetonaceae).